# A Tribute to Ария. XXV
«A Tribute to Ария. XXV» — второй трибьют-альбом на песни российской хеви-метал группы Ария, выпущенный в 2010 году к 25-летию группы.

## История
Изначально идея трибьюта принадлежала Алексею Мартину (продюсер группы Aella) и Игорю Воланду (директор продюсерского центра «Mindcrusher heavy power» и бас-гитарист группы Эпоха). Но тогда они ещё были совершенно не знакомы друг с другом: у Алексея Мартина идея создания проекта возникла ещё в 2009 году, а у Игоря Воланда в январе 2010 года. Объединить свои усилия они смогли после того, как Игорь Воланд узнал от Алексея Колюхова (бас-гитарист группы Колизей), что эту идею уже прорабатывает Алексей Мартин. После этого Игорь Воланд нашёл Алексея Мартина в «социальных сетях». И, таким образом, с февраля 2010 года они совместно начали проработку и подборку коллективов для реализации трибьют-проекта. У Алексея Мартина тогда уже были получены подтверждения от групп Thurs, Потерянный Век, Колизей, Avercage, Aella и Ольви. После объединения их усилий на Алексея Мартина была возложена роль по решению вопросов по авторским правам, поиску информационного партнёра и выпускающего лейбла. А Игорь Воланд был знаком со многими музыкантами, поэтому он и стал заниматься дальнейшем подбором команд для участия в проекте. После этого был выбран информационный партнёр, им стал MastersLand.com. Представители этого портала поддержали эту идею, и, 13 июля в клубе «Каста» произошла встреча создателей проекта, где и были обговорены все нюансы по поводу предстоящей реализации проекта. Кроме этого, к учредителям проекта присоединились Борис Родионов («Scary_Guy») и Александр Матвеев («Чудотворец»). После этого всеми вопросами по поводу авторских прав стали заниматься Алексей Мартин и Борис Родионов («Scary_Guy»).
Информация о первом участнике трибьют-альбома появилась 2 июня 2010 года на сайте MastersLand.com. В течение последующих месяцев на этом сайте постепенно появлялась информация о новых участниках трибьюта. 22 июля официально стало известно, что на трибьюте не будет групп и песен, прозвучавших в первом трибьюте 10 лет назад, а также не будет групп из «Семейки Арии» и каверов на одну и ту же композицию.
В связи с возникшим ажиотажем вокруг проекта «A Tribute to Ария. XXV» и огромным количеством желающих принять в нём участие, 1 сентября 2010 года было объявлено об открытии проекта «Internet Tribute to Ария. XXV. Дай руку мне». Участники интернет-трибьюта постепенно были объявлены на сайте MastersLand.com. 6 марта 2011 года был объявлен последний участник.
Трибьют-альбом вышел 27 ноября 2010 года к юбилейному концерту группы Ария в Олимпийском. В повсеместную продажу альбом поступил 29 ноября 2010 года.
В поддержку релиза 19 марта 2011 года был проведён концерт с участием музыкантов, принявших участие в записи трибьюта. 30 апреля 2011 года состоялся второй (заключительный) концерт, посвящённый трибьюту, в рамках которого вновь выступили музыканты, участвовавшие в записи данного трибьют-альбома, а также группа Волчья сотня, победившая в опросе на лучший кавер в Интернет-версии трибьюта «Internet Tribute to Ария. XXV. Дай руку мне».

## Список композиций
| №   | Композиция                     | Группа                            |      | Текст | Альбом                  |        |
| --- | ------------------------------ | --------------------------------- | ---- | ----- | ----------------------- | ------ |
|     | CD № 1:                        |                                   |      |       |                         |        |
| 1.  | Мания величия                  | Blind Rover                       | 3:49 | —     | 1985 — Мания величия    | [ 9 ]  |
| 2.  | Я не сошёл с ума               | Дзот                              | 4:33 | текст | 2001 — Химера           | [ 10 ] |
| 3.  | Раскачаем этот мир             | Харизма                           | 5:54 | текст | 1989 — Игра с огнём     | [ 11 ] |
| 4.  | Бой продолжается               | Крылья                            | 6:32 | текст | 1989 — Игра с огнём     | [ 12 ] |
| 5.  | Ангельская пыль                | Amalgama                          | 6:12 | текст | 1995 — Ночь короче дня  | [ 3 ]  |
| 6.  | Позади Америка                 | Дети Лабиринта и Геннадий Матвеев | 5:24 | текст | 1985 — Мания величия    | [ 13 ] |
| 7.  | Химера                         | Avercage                          | 5:41 | текст | 2001 — Химера           | [ 14 ] |
| 8.  | Антихрист                      | Андем                             | 4:51 | текст | 1991 — Кровь за кровь   | [ 15 ] |
| 9.  | Баллада о древнерусском воине  | Арк и Андрей Лефлер               | 8:35 | текст | 1987 — Герой асфальта   | [ 16 ] |
| 10. | Возьми моё сердце              | Коrsика                           | 4:23 | текст | 1995 — Ночь короче дня  | [ 17 ] |
| 11. | Бесы                           | Thurs                             | 3:58 | текст | 1991 — Кровь за кровь   | [ 18 ] |
| 12. | Король дороги                  | Ретрием                           | 4:33 | текст | 1995 — Ночь короче дня  | [ 19 ] |
| 13. | Игра с огнём                   | Эпидемия                          | 9:06 | текст | 1989 — Игра с огнём     | [ 20 ] |
|     | CD № 2:                        |                                   |      |       |                         |        |
| 14. | Последний закат                | Symfomania                        | 5:04 | —     | 2006 — Армагеддон       | [ 21 ] |
| 15. | Ночь короче дня                | Эпоха                             | 5:56 | текст | 1995 — Ночь короче дня  | [ 22 ] |
| 16. | Всё, что было                  | Анахата                           | 5:06 | текст | 1991 — Кровь за кровь   | [ 23 ] |
| 17. | Колизей                        | Колизей                           | 5:40 | текст | 2003 — Крещение огнём   | [ 24 ] |
| 18. | Грязь                          | Вендетта                          | 2:56 | текст | 1998 — Генератор зла    | [ 25 ] |
| 19. | Кто ты?                        | Арктида                           | 3:38 | текст | 1999 — 2000 и одна ночь | [ 26 ] |
| 20. | Что вы сделали с вашей мечтой? | Потерянный Век                    | 5:00 | текст | 1989 — Игра с огнём     | [ 27 ] |
| 21. | Прощай, Норфолк!               | Троя                              | 5:22 | текст | 1991 — Кровь за кровь   | [ 28 ] |
| 22. | Тебе дадут знак                | Aella                             | 8:04 | текст | 2001 — Химера           | [ 29 ] |
| 23. | Отшельник                      | Форсаж                            | 5:38 | текст | 1998 — Генератор зла    | [ 30 ] |
| 24. | На службе силы зла             | WaX и Антон Андрухович            | 5:03 | текст | 1987 — Герой асфальта   | [ 31 ] |
| 25. | Осколок льда                   | П.оС.Т.                           | 5:32 | текст | 2001 — Химера           | [ 32 ] |
|     | + бонус-трек:                  |                                   |      |       |                         |        |
| 26. | Вулкан                         | Гран-КуражЪ                       | 4:10 | текст | —                       | [ 33 ] |

## Дополнительная информация
- Инициаторы создания — Алексей Мартин и Игорь Воланд
- Продюсеры — Алексей Мартин, некоммерческий продюсерский центр Mindcrusher Heavy Power, MastersLand.com
- Лейбл — CD-Maximum
- Информационная поддержка — интернет-портал MastersLand.com
- Автор обложки — Лео Хао
- Дизайнер буклета и вёрстка — Евгений Резонов
- Альбом издан на двойном CD
- Идея с видео-анонсами принадлежит Александру Матвееву («Чудотворец»)[34].

Только две группы — Колизей и Symfomania выбрали для трибьюта песни «новой» Арии.
Для Сергея Сергеева, вокалиста группы «Форсаж» песня «Отшельник» была не первой песней группы «Ария», спетой им. Ранее, во время участия в группе «Артерия» он исполнял песни, написанные Сергеем Терентьевым, лидером группы. Среди них две — «Грязь» и «Дьявольский зной» вышли в том же альбоме, что и «Отшельник».
Михаил Житняков, вокалист группы Гран-КуражЪ, позже (менее чем через год) стал вокалистом самой группы Ария.

## Internet Tribute to Ария. XXV. Дай руку мне
В связи с возникшим ажиотажем вокруг проекта «A Tribute to Ария. XXV» и огромным количеством желающих принять в нём участие, интернет-портал MastersLand.com, некоммерческий продюсерский центр «Mindcrusher Heavy Power», инициатор и продюсер Алексей Мартин 1 сентября 2010 года объявили об открытии проекта «Internet Tribute to Ария. XXV. Дай руку мне».
Участники интернет-трибьюта постепенно были объявлены на сайте MastersLand.com. 6 марта 2011 года был объявлен последний участник. После этого, 8 марта 2011 года на форуме MastersLand.com стартовало голосование, по итогам которого, победитель группа Волчья сотня с кавером «Вампир», набравшая наибольший балл, была приглашена в качестве участника на второй концерт-трибьют группе Ария, состоявшийся 30 апреля 2011 года.

### Список композиций
| №   | Композиция        | Группа                            |      | Текст | Альбом                            |        |
| --- | ----------------- | --------------------------------- | ---- | ----- | --------------------------------- | ------ |
| 1.  | Вампир            | Волчья сотня                      | 5:06 | текст | 2001 — Химера                     | [ 37 ] |
| 2.  | Крещение огнём    | Каллисто                          | 5:49 | текст | 2003 — Крещение огнём             | [ 38 ] |
| 3.  | Всё, что было     | Алексей Нестеров                  | 4:15 | текст | 1991 — Кровь за кровь             | [ 39 ] |
| 4.  | Антихрист         | Stigmatic Chorus                  | 4:32 | текст | 1991 — Кровь за кровь             | [ 40 ] |
| 5.  | Искушение         | Сад Грёз                          | 4:05 | текст | 1989 — Игра с огнём               | [ 41 ] |
| 6.  | Свет былой любви  | Windless Edge                     | 4:08 | текст | 2006 — Армагеддон                 | [ 42 ] |
| 7.  | Бесы              | Антон Тойменцев и Дмитрий Микулич | 3:13 | текст | 1991 — Кровь за кровь             | [ 43 ] |
| 8.  | Здесь куют металл | MystTerra                         | 3:54 | текст | 1986 — С кем ты?                  | [ 44 ] |
| 9.  | Беги за солнцем   | Aeterna Nox                       | 4:52 | текст | 1998 — Генератор зла              | [ 45 ] |
| 10. | Раб страха        | Servantes                         | 4:26 | текст | 1989 — Игра с огнём               | [ 46 ] |
| 11. | Вперёд, колонны!  | Черновики Маргариты               | 3:53 | текст | 2001 — Штиль(Машина смерти)       | [ 47 ] |
| 12. | Беспечный ангел   | Юрий Чурак и Евгений Махноносов   | 3:56 | текст | 1999 — Tribute to Harley-Davidson | [ 48 ] |
| 13. | Без тебя          | Питбуль                           | 4:39 | текст | 1986 — С кем ты?                  | [ 49 ] |
| 14. | Бесы              | Питбуль                           | 3:13 | текст | 1991 — Кровь за кровь             | [ 50 ] |
| 15. | Смотри!           | Владимир Насонов                  | 4:24 | текст | 1998 — Генератор зла              | [ 51 ] |
| 16. | Обман             | МагистериуМ                       | 4:48 | текст | 1998 — Генератор зла              | [ 52 ] |

## Группы, не попавшие в трибьют
- Многие группы, не попавшие в трибьют, стали участниками интернет-трибьюта «Internet Tribute to Ария. XXV. Дай руку мне». Группы Arida Vortex, Everlost и Тонкая красная нить к 25-летию Арии тоже сделали кавер-версии композиций, но, заявок на участие в интернет-трибьюте от них не поступило, и они не были включены в интернет-трибьют.
- Группа Ольви дала предварительное согласие на участие в трибьюте, однако, группа распалась раньше момента записи кавера. Предварительно этой композицией должна была быть «Уходи и не возвращайся», которую позже исполнила группа Arida Vortex (с тем же вокалистом — Андреем Лобашевым).
- Группа Чёрный кузнец дала предварительное согласие на участие в трибьюте с композицией «Кровь за кровь», но затем отказалась, сославшись что не успевает вовремя сделать кавер.
- Группа Materia Prima дала предварительное согласие на участие в трибьюте с композицией «Крещение огнём», но затем отказалась, сославшись что тоже не успевает вовремя сделать кавер.
- Группа SeaGall дала предварительное согласие на участие в трибьюте с композицией «Штиль», но затем отказалась, сославшись на плотный гастрольный график.
- Группа Натиск отказалась от участия в трибьюте из-за нехватки времени.
- Группа Виконт не приняла участие из-за срока выхода проекта[53].
- Группа Театр теней отказалась от участия в трибьюте из-за того, что музыканты группы не являются ярыми поклонниками Арии и не росли на музыке этой группы.

## Подробнее об участниках записи

### CD № 1
1. Blind Rover — «Мания величия»
- Павел Росляков («Борода») — гитара
- Дмитрий Спесивцев («Сит») — бас-гитара
- Ефим Бирюков — ударные
- Александр Якшин — вокал
- Виктор Осипов («Винт») — гитара

2. Дзот — «Я не сошёл с ума»
- Алексей («Юров Леший») — бас-гитара, вокал
- Павел («Вихарев Лис») — гитара, вокал
- Владимир Кучерявинко («Дядя Вова») — ударные

3. Харизма — «Раскачаем этот мир»
- Деймон Авраменко — вокал
- Лео Фомин — гитара
- Григорий Привезенцев — гитара
- Дмитрий Maestro — клавишные
- Александр Гуральник — бас-гитара
- Александр Гипс — ударные

4. Крылья — «Бой продолжается»
- Александр Плюснин — вокал
- Олег Дайнеко — гитара
- Юрий Долганов — гитара
- Вячеслав Сигайло — бас-гитара
- Егор Сидельников — ударные

5. Amalgama — «Ангельская пыль»
- Влад Ивойлов («Graf») — вокал
- Михаил Барон («Baron») — бас-гитара, бэк-вокал
- Alex Volt — гитара
- Юрий Егоров («Traveler In Time») — клавишные
- Дмитрий Щонов — ударные

6. Дети Лабиринта и Геннадий Матвеев — «Позади Америка»
- Алексей Хабаров — вокал, гитара, бас-гитара, аранжировка
- Владимир Ларин — ударные
- Геннадий Матвеев — клавишные, аранжировка

7. Avercage — «Химера»
- Анастасия Гранж — вокал
- Юрий Дмитренко — гитара
- Roger Stikka — гитара
- Антон Сучков — бас-гитара, вокал
- Дмитрий Тимон — клавишные
- Николай Ефимов — ударные

8. Андем — «Антихрист»
- Сергей Полунин — гитара
- Юлиана Савченко — вокал, хор
- Наталия Рыжко — клавишные
- Данила Яковлев — ударные
- Андрей Каралюнас — бас-гитара
- Роман Валерьев — хор, запись
- Дмитрий Поваляев — хор
  - Василий Горшков — сведение
  - Студия звукозаписи «Kolizei Sound Studio» — запись (август 2010)

9. Арк и Андрей Лефлер — «Баллада о древнерусском воине»
- Евгений Реутов («Джим») — вокал
- Андрей Лефлер — вокал (экс-Маврин, экс-Камелот Z)
- Иван Марчев — гитара
- Юрий Козин — гитара (V2, Cremated Lives)
- Денис Наумов — бас-гитара (П.оС.Т.)
- Леонид Архипов — клавишные (Эпоха)
- Александр Кусакин — ударные

Данная работа является последней записью «Джима», при жизни он успел записать только вступление и первый куплет композиции. Поэтому данная работа является не просто очередным треком на компиляции, посвящённой 25-летию легендарной Арии, но и памятью Евгению Реутову и его творчеству. Музыканты различных коллективов помогли группе АрК завершить неоконченную «Джимом» работу.— MastersLand.com 
10. Коrsика — «Возьми моё сердце»
- Олег Михайлов — вокал
- Артём Ефимов — ударные
- Павел Панов — клавишные
- Виталий Крымский — гитара
- Павел Полонский — бас-гитара

11. Thurs — «Бесы»
- Екатерина Гашимова («Fire Loky») — вокал
- Андрей Конуровский — гитара
- Антон Курочкин — гитара
- Наталья Переверзева — бас-гитара
- Дмитрий Ковалёв («Eden») — ударные
- Анна Гашимова («Crazy Nensy») — клавишные
  - Игорь Королёв — звукорежиссёр
  - Студия «KIV records» — запись

12. Ретрием — «Король дороги»
- Григорий Стрелков — вокал
- Павел Чухра — гитара
- Руслан Мермович — гитара
- Иван Горшков — бас-гитара
- Александр Овчинников — ударные
- Расул Салимов — клавишные

13. Эпидемия — «Игра с огнём»
- Юрий Мелисов — гитара
- Максим Самосват — вокал, аранжировка
- Дмитрий Кривенков — ударные
- Илья Мамонтов — гитара
- Дмитрий Иванов — клавишные
- Иван Изотов — бас-гитара
- Андрей Смирнов — гитара, аранжировка
  - Дмитрий Борисенков (Чёрный Обелиск) на студии «Чёрный Обелиск» — сведение (август 2010)
  - Студия «Dreamport» — запись (июль—август 2010)

Мы выбрали песню «Игра с огнём», потому что, на мой взгляд, это самая непростая песня в творчестве группы с композиционной и драматургической точек зрения. Эта песня мне всегда очень нравилась, особенно в детстве, и я очень доволен, что мы записали именно её…— Максим Самосват 

### CD № 2
14. Symfomania — «Последний закат»
- Марина Лосицкая — первая скрипка
- Вероника Черняк — вторая скрипка
- Ирина Шкулка — виолончель
- Валентина Буграк — альт
- Ольга Айдинова — клавишные
- Виктория Милевская — ударные

Почему именно «Ария»? Наверное, наиболее исчерпывающий ответ на этот вопрос даст сама музыка, на которой растёт уже не первое поколение. Развитая мелодика, которая отлично «ложится» на струнные инструменты, гармоническое богатство, ритмическое разнообразие, и, конечно же, неподражаемые драйвовые гитарные соло — всё это не могло оставить нас равнодушными как музыкантов.
В работе над материалом мы с огромным уважением и вниманием отнеслись к оригиналу, но при этом искали новые средства выразительности, связанные с природой струнных инструментов, а также интересные решения в аранжировке. Результатом этого оказался совершенно новый взгляд на творчество легендарной группы.
Надеемся, что Вы получите столько же удовольствия.— Symfomania 
15. Эпоха — «Ночь короче дня»
- Мак Лауд — вокал
- Ник Смирнов — вокал
- Петер Ович — гитара
- Халк Ович — гитара
- Игорь Воланд — бас-гитара
- Игорь Стичъ — ударные
- Леонид Архипов — клавишные
  - Roos Beast — звукорежиссёр
  - Студия «ABC-Union» — запись
  - «Mindcrusher Labs» — сведение, мастеринг

Вас приветствует группа «Эпоха» из подмосковной Электростали! Мы очень рады участвовать в данном проекте, ибо это даёт нам возможность выразить своё почтение и поздравить группу «Ария» с их 25-летним юбилеем!
Отличительной чертой «Эпохи» является наличие не одного, а двух вокалистов в составе, что зачастую позволяет нам экспериментировать с диалоговыми вариациями исполнения текста. Мало того, что композиция «Ночь короче дня» является одной из самых любимых песен репертуара группы «Ария», она так же идеально подошла под концепцию нашей новой программы. В аранжировке «Эпохи» Ник исполнил партию смертника, а Мак — партию священника, что на наш взгляд представляет композицию несколько в ином ключе.
Мы очень надеемся, что наша вариация этого трека придётся по вкусу не только почитателям творчества группы «Ария», но и всем слушателям и поклонникам стиля heavy metal!— Эпоха 
16. Анахата — «Всё, что было»
- Джи Rose Of Steel — вокал
- Александр Кэп — вокал
- Юрий Бобырёв — гитара
- Александр Меренков — гитара
- Дмитрий Maestro — клавишные
- Павел Селеменев — бас-гитара
- Вячеслав Стосенко — ударные
  - Студии групп «Анахата», «Divinior» — запись

17. Колизей — «Колизей»
- Роман Валерьев — гитара
- Евгений Егоров — вокал
- Алексей Колюхов — бас-гитара
- Игорь Саркисьян — гитара
- Василий Горшков — ударные
  - Студия «Kolizei Sound Studio» — запись

18. Вендетта — «Грязь»
- Дмитрий Лукашёв — вокал, гитара
- Пётр Ездаков — гитара, скриминг
- Александр Сергеевич — бас-гитара
- Катя Серебровская — клавишные
- Семён Митин — ударные
  - Студия Ильи Денисенко

19. Арктида — «Кто ты?»
- Денис Бурлаков — гитара
- Дмитрий Машков — клавишные
- Валерий Золотаев — бас-гитара
- Александр Овчинников — ударные
- Константин Савченко — вокал

20. Потерянный Век — «Что вы сделали с вашей мечтой?»
- Сергей Седых — гитара
- Алексей Овод — гитара
- Александр Романов — бас-гитара, вокал
- Константин Островерх — ударные
- Андрей Зиборов — хор
- Дмитрий Калиниченко — хор
  - Студия «KIV Records» — запись ударных, сведение

Песня «Что вы сделали с вашей мечтой?» группы «Ария» как очерк кровавого периода нашей страны, с детства залегла в наших сердцах, и мы рады, что наконец-то появилась возможность выразить своим исполнением всё сопереживание этой тематики. Наша группа «Потерянный Век» представляет на трибьют эту песню в более тяжёлом стиле, чем оригинал — Speed Thrash Metal, тем самым стараясь подчеркнуть серьёзность кровавой исторической тематики и свои музыкальные ассоциации с ней.— Потерянный Век 
21. Троя — «Прощай, Норфолк!»
- Алексей Тышкевич — вокал
- Владимир Будник — гитара
- Алексей Подгорный — гитара
- Константин Сидельников — бас-гитара
- Анатолий Малиновский — ударные
  - Студия «KIV Records» — запись, сведение

22. Aella — «Тебе дадут знак»
- Tillen Avers — вокал
- Ольга Володькина — гитара
- Ирина Шаплова — гитара
- Анна Ergwath Жилякова — клавишные
- Наталья Переверзева — бас-гитара
- Дмитрий Ковалёв (BioRate, Thurs, Саботаж) — ударные
- Александр Романов (Потерянный век) — бас-гитара
  - Алексей Мартин — менеджер, продюсер
  - Игорь Королёв на студии «KIV Records» — запись, сведение

23. Форсаж — «Отшельник»
- Сергей Сергеев — вокал
- Вячеслав Селин — гитара
- Марина Малахова — бас-гитара
- Владислав Алексеенко — ударные
- Дмитрий Процко — гитара
- Антон Жегалин — клавишные

24. WaX и Антон Андрухович — «На службе силы зла»
- Алексей Сеннов — гитара, вокал
- Олег Козлов — бас-гитара
- Денис Матюшин — ударные
- Алина Карастелина — гитара
- Антон Андрухович — вокал («Servantes», «Astera», экс-«Алый Рассвет», экс-«Эпитафия»)
  - Звукорежиссёр Дэн Орловский на студии «Град» — запись вокала
  - Звукорежиссёр Руслан Масленников на студии «Mindcrusher Labs» — запись ударных, бас-гитары, гитары, сведение, мастеринг

25. П. оС. Т. — «Осколок льда»
- Андрей Капачёв — вокал
- Дмитрий Ключников — гитара
- Роман Яковлев — гитара
- Денис Наумов — бас-гитара
- Павел Клёнов — ударные
- Маша Ермилова — клавишные
- Дмитрий Борисенков — бэк-вокал, сведение (Чёрный Обелиск)

26. Гран-КуражЪ — «Вулкан»
- Михаил Житняков — вокал
- Михаил Бугаев — гитара, клавишные
- Павел Селеменев — бас-гитара
- Алексей Путилин — ударные

При выборе песни для трибьюта, мы решили обратиться к репертуару «Арии» 85-го года. В то время на концертах группы звучала композиция, которая в итоге так и не вошла в первый альбом, а со временем и вовсе была забыта. Это песня «Вулкан», написанная для коллектива первым руководителем «Арии» Виктором Векштейном.

Эта песня — часть истории группы. В ней присутствует дух и энергетика того времени. Времени, когда всё только начиналось. Для нас большая честь представить вашему вниманию именно эту песню, ведь «Вулкан» никогда прежде не издавался! Запись этой композиции посвящается всем поклонникам «Арии», всем музыкантам, игравшим и играющим в этом коллективе, а также памяти Виктора Яковлевича Векштейна.— Гран-КуражЪ 